# Derechos aéreos

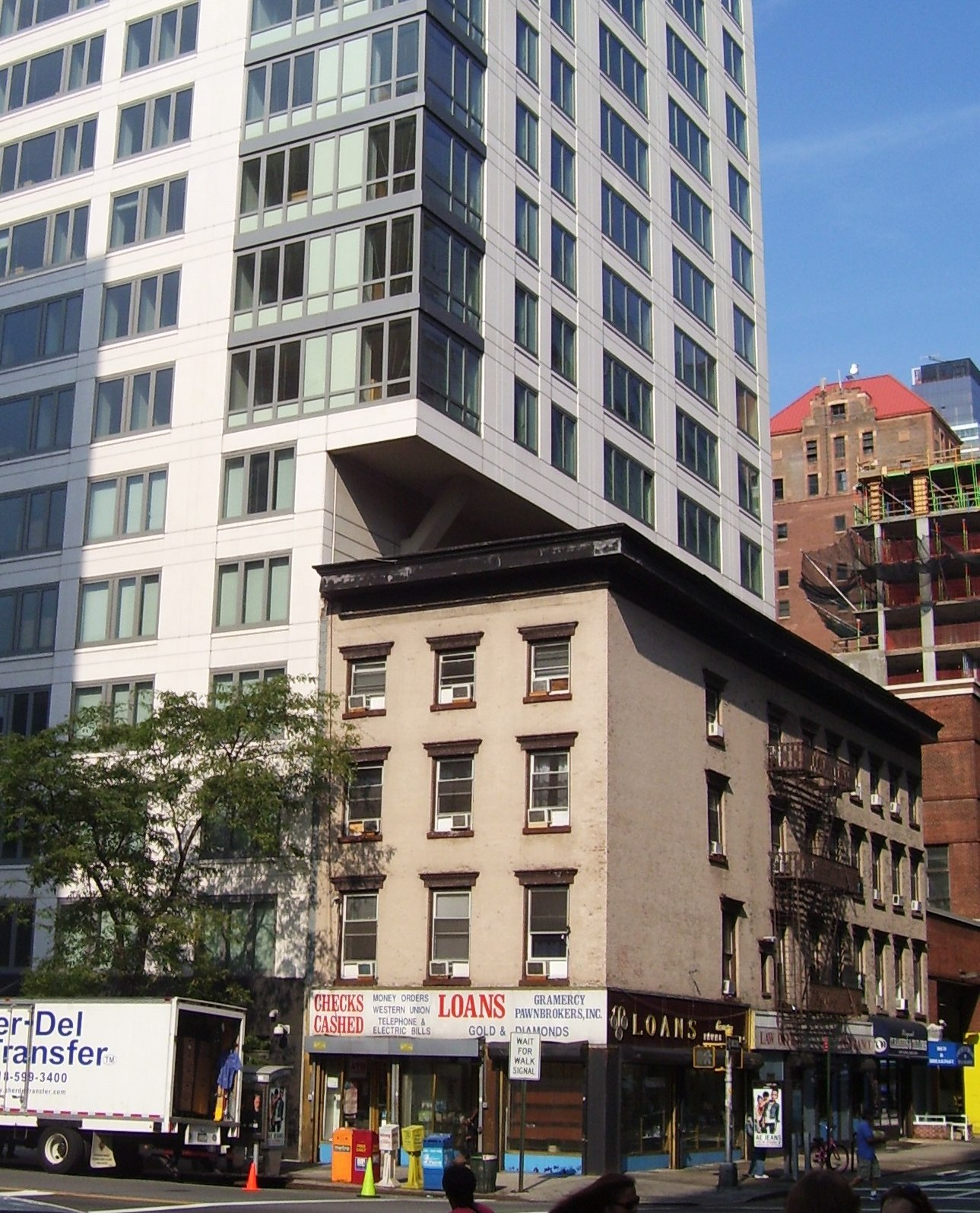
Un ejemplo de derechos de aire en uso: un edificio de gran altura se extiende sobre un edificio de cuatro pisos en Manhattan

Los derechos aéreos son el interés de propiedad en el "espacio" sobre la superficie de la tierra. En términos generales, poseer o alquilar un terreno o un edificio incluye el derecho a usar y desarrollar el espacio sobre el terreno sin la interferencia de otros.
Este concepto legal está codificado en la frase latina Cuius est solum, eius est usque ad coelum et ad inferos ("Quien posee la tierra, es de ellos hasta el cielo y hasta el infierno"), que aparece en el derecho romano medieval y es acreditado al glosador Accursius del siglo XIII; fue notablemente popularizado en el derecho anglosajón en Commentaries on the Laws of England (1766) de William Blackstone.

## Viaje aéreo
Alguna vez se creyó que los derechos de propiedad definidos por puntos en el suelo se extendían indefinidamente hacia arriba. Esta noción permaneció indiscutida antes de que los viajes aéreos se hicieran populares a principios del siglo XX. Para promover el transporte aéreo, los legisladores establecieron una servidumbre pública para el tránsito en altitudes elevadas, independientemente de la propiedad inmobiliaria.
Las nuevas tecnologías han vuelto a plantear interrogantes sobre la propiedad del "espacio" y los límites ascendentes de la soberanía nacional. Con el advenimiento de los viajes espaciales por encima de la atmósfera terrestre, a menudo se debate la altura a la que se extiende la soberanía nacional y, por lo tanto, las naciones pueden regular el tránsito.

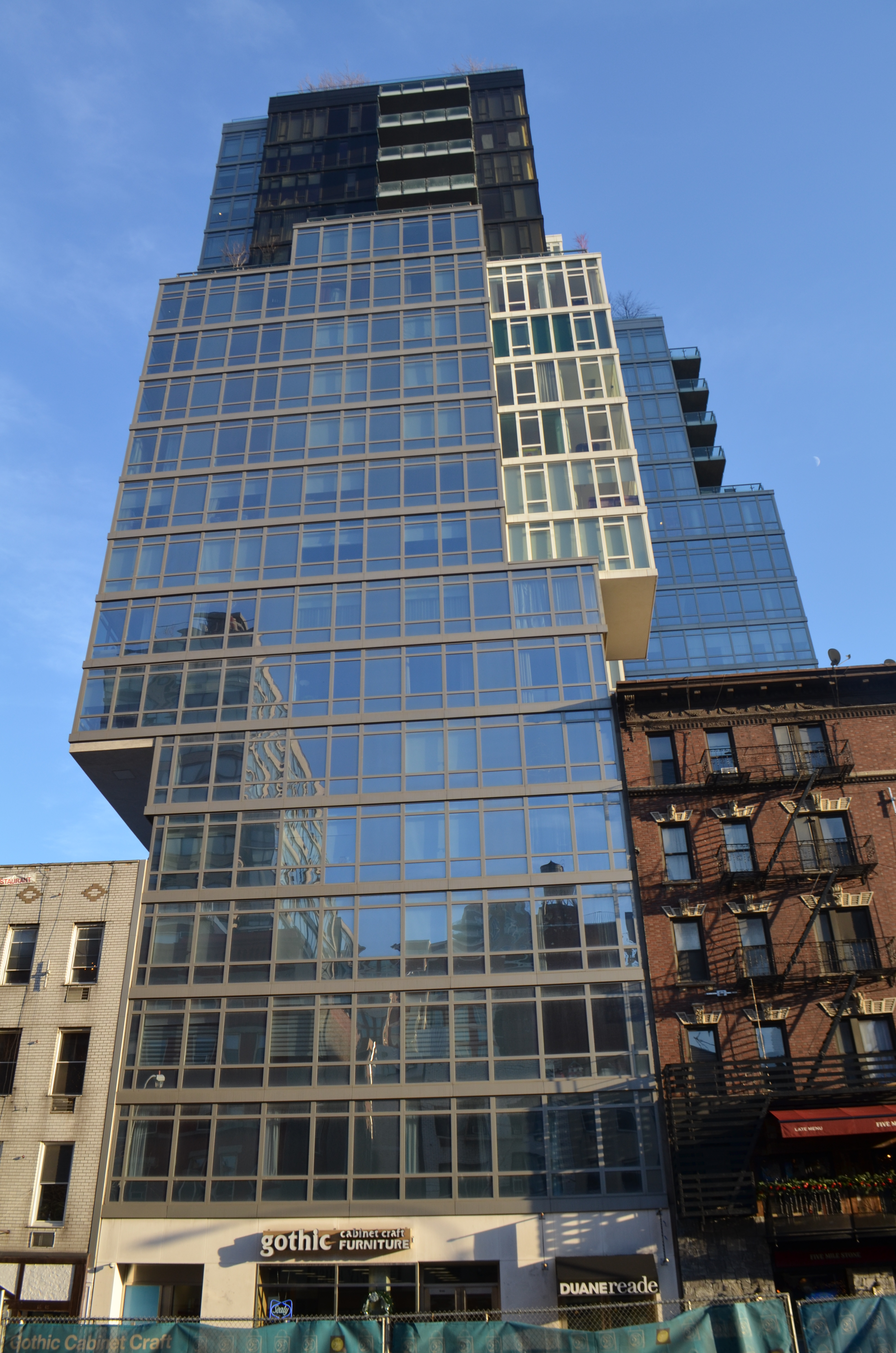
Un edificio está en voladizo sobre otros dos edificios en Nueva York

En Estados Unidos, la Administración Federal de Aviación (FAA) tiene la autoridad única para regular todo el " espacio aéreo navegable", determinando exclusivamente las reglas y requisitos para su uso. Específicamente, la Ley Federal de Aviación establece que: "El gobierno de Estados Unidos tiene soberanía exclusiva del espacio aéreo de Estados Unidos" y "Un ciudadano de Estados Unidos tiene un derecho público de tránsito a través del espacio aéreo navegable". El "espacio aéreo navegable" en el que el público tiene derecho de tránsito se ha definido como "el espacio aéreo en o por encima de las altitudes mínimas de vuelo que incluye el espacio aéreo necesario para garantizar la seguridad en el despegue y aterrizaje de aeronaves".
A menudo se debaten las alturas exactas a las que el espacio aéreo sobre terrenos privados puede quedar sujeto a un "deterioro sustancial". La jurisprudencia en el pasado ha utilizado la altura de 150 m en áreas urbanas o suburbanas, y 110 m sobre la superficie o la estructura más alta en áreas rurales como la demarcación de donde pueden ocurrir daños a los derechos de propiedad. En esos momentos esto constituía los límites del "espacio aéreo navegable". Sin embargo, la mayor parte de las decisiones más recientes, que tienen precedente, sostienen que la toma puede ocurrir independientemente de si el vuelo ocurrió dentro del espacio aéreo navegable o no y solo es necesario considerar el deterioro de la propiedad. Esto es especialmente importante ya que algunas aeronaves (tripuladas y no tripuladas) ahora no tienen altitudes de vuelo mínimas, lo que hace que prácticamente todo el espacio aéreo sea "navegable".
Se debe una compensación financiera a los propietarios cuando el uso de su propiedad se ve sustancialmente afectado por el gobierno federal o por el gobierno estatal, o por el intruso aéreo.
El Congreso ha otorgado autoridad a la FAA para que proporcione fondos para comprar intereses de propiedad en el espacio aéreo (servidumbres de navegación) cerca de los aeropuertos para acomodar los aviones que despegan y aterrizan.
El bajo costo de los vehículos aéreos no tripulados (también llamados drones) en la década de 2000 volvió a plantear preguntas legales sobre quién se requiere permiso para volar a bajas altitudes: el propietario, la FAA o ambos. Nunca ha habido un desafío directo para que los gobiernos federales otorguen el derecho a los ciudadanos a viajar a través del espacio aéreo navegable. Como tal, el status quo es solo se requiere permiso de la FAA (a través de la regulación). Sin embargo, los derechos de propiedad existentes sobre la propiedad privada aún permiten reclamos civiles de expropiación cuando el uso de la propiedad está "sustancialmente afectado" por el uso del espacio aéreo. La FAA también ha reiterado que tiene la autoridad exclusiva para regular este derecho.

## Ferrocarriles y derechos aéreos
Los ferrocarriles fueron las primeras empresas en darse cuenta del potencial de ganar dinero con sus derechos aéreos. Un buen ejemplo de esto es Grand Central Terminal en Nueva York, donde William J. Wilgus, ingeniero jefe de New York Central and Hudson River Railroad, ideó un plan para obtener ganancias de los derechos aéreos. Al principio, el ferrocarril simplemente construyó una plataforma sobre los patios ferroviarios para permitir el desarrollo de edificios en lo alto. En 1954, el ferrocarril comenzó a darse cuenta de que podía vender más derechos aéreos y se propuso reemplazar la Grand Central Terminal por una torre de 50 pisos. Así fue como se construyó el MetLife Building junto a la estación, luego de la protesta pública por la demolición de Grand Central Terminal. Este enfoque se ha utilizado en Chicago desde la construcción del Prudential Building en 1955 sobre las vías del ferrocarril activas del Illinois Central Railroad. En 2017, al oeste del río Chicago, River Point y 150 North Riverside se construyeron sobre las vías que conducen a la estación de Amtrak.
Construir sobre plataformas sobre vías férreas sigue siendo potencialmente muy rentable. A mediados de la década de 2000, la Autoridad de Transporte Metropolitano de Nueva York (MTA) intentó vender los derechos aéreos a los New York Jets para que pudieran construir el West Side Stadium sobre el West Side Yard de Manhattan, cerca de Penn Station, como parte de la remodelación de Hudson Yards.. El megadesarrollo de Hudson Yards finalmente se construyó sobre el patio de ferrocarriles. En Brooklyn, el Barclays Center y Pacific Park se han construido sobre Atlantic Yards.

## Carreteras y derechos aéreos
La ciudad de Los Ángeles financió una solicitud de propuesta de estudio de viabilidad de $ 100,000 en enero de 2007 para explorar la construcción de un parque de la autopista en Hollywood. El parque se construiría sobre la autopista 101 de Estados Unidos. Y contendría 97 124,6 m²  de nuevas zonas verdes.

## Derechos aéreos en desarrollo
El propietario de la tierra tiene los derechos exclusivos de desarrollo en el "espacio" sobre sus tierras. Bajo el derecho consuetudinario, construir una 'resaca' que rompa el plano vertical de la propiedad de un vecino es una entrada ilegal y el dueño de la propiedad tiene derecho a remover la estructura ofensiva. El espacio aéreo es propiedad y conserva los derechos de desarrollo que pueden venderse o transferirse. Por lo tanto, en un área densa del centro, cada edificio en el área puede tener derecho a treinta y cinco pisos de espacio aéreo sobre su propiedad. 
En un escenario posible, los propietarios de un edificio antiguo de solo tres pisos de altura podrían ganar mucho dinero vendiendo su edificio y permitiendo que se construyera un rascacielos de treinta y cinco pisos en su lugar. En un escenario diferente, un desarrollador de rascacielos puede comprar el espacio aéreo no utilizado de un propietario adyacente para desarrollar un edificio más amplio. En noviembre de 2005, Christ Church en Nueva York vendió sus derechos de desarrollo vertical por un récord de 430 dólares por pie cuadrado, ganando más de 30 millones de dólares en la venta por el derecho a construir en el espacio sobre su edificio.